# Communauté rurale de Goumbayel
La commune  de Goumbayel est une commune du Sénégal située à l'est du pays. 
Elle fait partie de l'arrondissement de Bala, du département de Goudiry et de la région de Tambacounda.